# Niklas Schenander
Niklas Larsson Schenander, född juni 1661 i Skänninge, var en svensk bildhuggare.
Schenander var verksam under senare delen av 1600-talet och början av 1700-talet. Han var gesäll hos Christian Pfundt där han biträdde sin mästare i dennes arbeten. Han är nämnd som verksam i Skänninge från 1708 där han arbetade självständigt.  

## Biografi
Niclas Schenander födes juni 1661 i Skänninge och var son till snickaren Lars Nilsson och Anna Larsdotter. Han tog efternamnet Schenander när han flyttade till Stockholm, troligen för att visa sin koppling till hembygden. Hans far lärde honom troligen grunderna i träsnideri. Han gick på utbildning 1680-talet i Stockholm. 1684 fick han titeln som bildhuggare och kom då att arbeta hos baron Knut Posse. Efter tre år fortsatte han i lära hos bildhuggaren Hans Jerling, Stockholm. Efter ha gått hos honom blev han mästare och började tillverka sina egna saker. På 1690-talet snidade han ornament till Hovstallets vagnar (bland annat en vagn som tillhörde änkedrottningen Hedvig Eleonora).
Under 1690-talet gjorde Karl XI reduktioner för bildhuggare i Sverige och konkurrensen med importerad bildkonst från utlandet så minskade arbetstillfällena. Schenander blir i oktober 1700 löjtnant vid Skånska tremänningskvalleriregementet, som var ett reservregemente. 1703 flyttar han till ett reservregemente i Uppsala. Han tjänstgjorde på flera orter i Sverige. 1710 invaderade danska armén Skåne och Schenanders regemente beordrades till Helsingborg. Vid det slaget stupade hans häst och han skadade högerbenet så svårt att han inte fick tjänstgöra mer och fick avsked.
De sista åren bodde den utfattige Schenander i Stockholm. Efter ett slagsmål på krogen Tre Remmare där han och en kamrat inte kunde betala för sig, dömdes han till böter och arreststraff. 1716 fick han lämna sin bostad och där med försvinner vidare uppgifter om honom i kyrkoböckerna.

## Verklista

### Epifatier
Tre stycken epitafier i Vårfrukyrkan.
| År   | Epitaf | Inskription | Övrigt                                       |
| ---- | ------ | --- | -------------------------------------------- |
| 1696 |        | Guds H(eliga) namn till Ähra. Hans helgade chor till prydnad samt sina kära föräldrar, Rådman hr Jöns Larsson Nyman samt modern Matrona Margareta Lindeman Håkansdotter, wars lekanmen här nedan saligen hwila. Till åminnelse hafwer Kungl. Majestäts och krigscollegy bokhållare Lars Nyman denna tafla bekostat och uppsätta låtit Anno 1696 den 10 juli. / N. Schenander Inv.et Sculpt. / | Epitafium över rådmannen Jöns Larsson Nyman. |
|      |        | “War nu åter till frids min själ, ty Herren gör tig godt. Ps. 116 v 7. / N. Schenander Sculptör et invt.” | Epitafium över Nils Eriksson.                |
|      |        | | Epitafium över borgmästaren Jonas Wahlberg.  |